# Robert Sudić
Robert Sudić (* 4. November 1968) ist ein kroatischer Poolbillardspieler.

## Karriere
Im Mai 2002 wurde Robert Sudić Neunter bei den Munich Open der IBC Tour.
Bei der EM 2003 kam er im 14/1 endlos auf den 25. Platz, 2004 belegte er den 49. Platz im 9-Ball.
Im August 2008 erreichte er das 8-Ball-Halbfinale der Europameisterschaft, unterlag dort jedoch dem Serben Zoran Svilar. Zudem kam er im 14/1 endlos auf den 17. Platz. Ein Jahr später kam Sudić nicht über den 33. Platz im 14/1 hinaus, 2010 wurde er Neunter im 14/1 endlos und Siebzehnter im 8-Ball.
Im Juli 2011 gewann Sudić bei der Senioren-Europameisterschaft drei Medaillen. Im Finale gegen den Portugiesen Henrique Correia wurde er Vize-Europameister im 9-Ball. Im 14/1 endlos und im 8-Ball belegte er den dritten Platz.
Bei der EM 2013 erreichte er das 14/1-Achtelfinale der Herren, unterlag dort aber dem Griechen Nikos Ekonomopoulos. Zudem kam er im 8-Ball auf den 33. Platz und im 9-Ball sowie im 10-Ball auf den 65. Platz.
Sudić wurde bislang zwölfmal Kroatischer Meister.
Mit der kroatischen Nationalmannschaft wurde Sudić bei der EM 2009 Fünfter, schied bei der Team-WM 2010 in der Vorrunde aus und wurde im selben Jahr Vize-Europameister.